# Cắt Nicobar
Accipiter butleri là một loài chim trong họ Accipitridae.